# Morinda glaucescens
Morinda glaucescens är en måreväxtart som beskrevs av Rudolf Schlechter. Morinda glaucescens ingår i släktet Morinda och familjen måreväxter. Inga underarter finns listade i Catalogue of Life.